# Реснянский, Владимир Назарович
Владимир Назарович Реснянский (21 января 1932, Петропавловка, Дальневосточный край — 24 июня 1993) — советский хозяйственный, государственный и политический деятель, Герой Социалистического Труда.

## Биография
Родился в 1932 году в селе Петропавловка. Член ВКП(б).
С 1946 года — на хозяйственной, общественной и политической работе. В 1946—1992 гг. — колхозник, пастух, заведующий фермой колхоза «Зарево» Ивановского района Амурской области.
Указом Президиума Верховного Совета СССР от 12 марта 1982 года присвоено звание Героя Социалистического Труда с вручением ордена Ленина и золотой медали «Серп и Молот».
Избирался депутатом Петропавловского сельского Совета народных депутатов трудящихся, член Амурского обкома и Ивановского райкома КПСС.
Умер в 1993 году.